# اقتصاديات البن
القھوة مشروب شعبي وسلعة مھمة، إذ یعیش عشرات الملایین من المُنتجین البسطاء في البلدان النامیة من زراعة البُن. یُستھلك أكثر من 2.25 ملیار كوب من القھوة في العالم یومیًا. یُنتج أكثر من %90 من البُن في البلدان النامیة -خاصةً أمریكا الجنوبیة- في حین یُستھلك أساسًا في الاقتصادات الصناعیة. یعتمد 25 ملیون مُنتج بسیط على القھوة في معیشتھم في جمیع أنحاء العالم. في البرازیل، حیث یُنتج نحو ثلث القھوة في العالم، یعمل أكثر من خمسة ملایین شخص في زراعة وحصاد أكثر من ثلاثة ملیارات نبتة قھوة، إنھا ثقافة تؤمن بتكثیف الید العاملة أكثر من الثقافات البدیلة في المناطق ذاتھا، مثل قصب السكر أو الماشیة، لأن زراعتھا لیست آلیة، وتتطلب اھتمامًا بشریًا متكررًا.

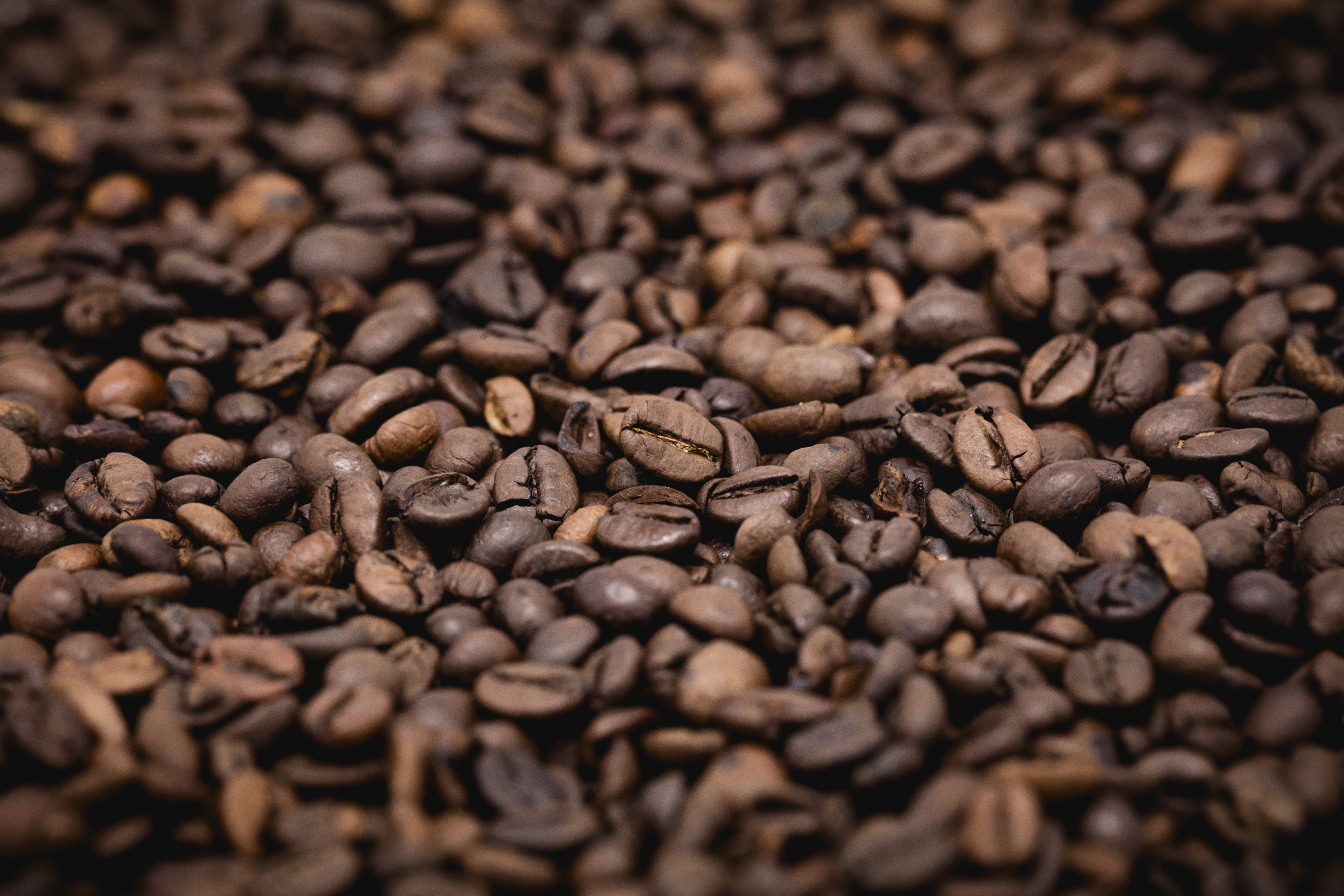
حبوب البن

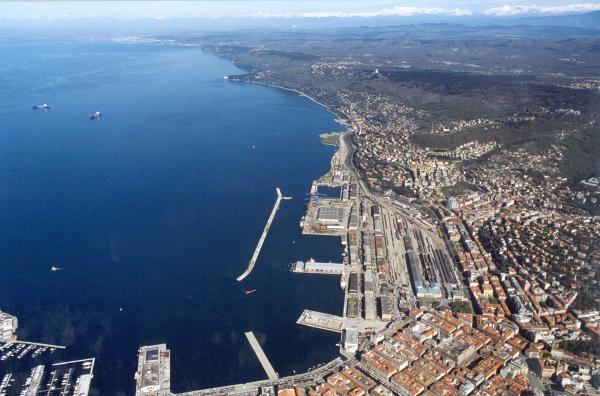
ميناء ترييستي القديم

القھوة سلعة تصدیر رئیسیة، وكانت أكبر الصادرات الزراعیة لاثنتي عشرة دولة سنة 2004، وسابع أكبر تصدیر زراعي قانوني في العالم من حیث القیمة سنة 2005، و»ثاني أغلى سلعة تصدرھا البلدان النامیة« 2000-1970. انظر إلى سوق سلع البن. تشكل حبوب البُن غیر المحمصة -الخضراء- إحدى أكثر السلع الزراعیة تداولاً في العالم. تُتداول في العدید من البورصات، متضمنةً مجلس التجارة في نیویورك، وبورصة نیویورك التجاریة، وبورصة نیویورك إنتركونتیننتال، وبورصة لندن الدولیة للعقود الآجلة والخیارات المالیة. تعد ھامبورغ وترییستي من أھم مراكز التجارة والمعالجة للقھوة في أوروبا.

## الإنتاج العالمي
تكسب ما لا یقل عن 20 - 25 ملیون أسرة حول العالم عیشھا من زراعة البُن. مع متوسط حجم الأسرة المفترض المكون من خمسة أفراد، یعتمد أكثر من 100 ملیون شخص على زراعة البُن. حُصد ما مجموعھ 10.3 ملیون طن من البُن الأخضر في جمیع أنحاء العالم سنة 2018. سنة 2016، بلغت صادرات البُن العالمیة 19.4 ملیار دولار. القھوة لیست ثاني أھم منتج تجاري في العالم بعد البترول، لكنھا ثاني أھم منتج تجاري تصدره الدول النامیة. لبعض البلدان مثل تیمور الشرقیة، ھذا ھو عنصر التصدیر الوحید الجدیر بالذكر. تتقلب مبیعات البُن بشدة: مثلاً، انخفضت من 14 ملیار دولار أمریكي سنة  1986 إلى 4.9 ملیار دولار أمریكي في أزمة عام 2001/2002. استمر ما یسمى أزمة البُن عدة سنوات، وكان لھا عواقب على منتجي البُن في جمیع أنحاء العالم.
سنة 2009، كانت البرازیل رائدة على مستوى العالم في إنتاج البُن الأخضر، تلیھا فیتنام وإندونیسیا وكولومبیا وإثیوبیا.
تُزرع حبوب البن العربي في أمریكا اللاتینیة وشرق إفریقیا وشبھ الجزیرة العربیة وآسیا. وتزرع حبوب بن روبوستا في غرب ووسط أفریقیا وجنوب شرق آسیا والبرازیل.
یمكن عادةً تمییز الحبوب من البلدان أو المناطق المختلفة بالاختلافات في النكھة والرائحة والشكل والحموضة والحجم –البُنیة-. تعتمد خصائص التذوق لیس فقط على منطقة زراعة القھوة، لكن أیضًا على الأنواع الفرعیة الجینیة –التنوع- والمعالجة. تُعرف الأنواع عمومًا حسب المنطقة التي تُزرع فیھا، مثل حبوب البُن الكولومبیة، جاوا وكونا.

## الاستھلاك
سنة 2000 في الولایات المتحدة، بلغ استھلاك القھوة 22 جالونًا -100 لتر- للفرد الواحد. یشرب أكثر من 150 ملیون أمریكي -18 عامًا فأكبر- القھوة یومیًا، إذ یستھلك %65 من شاربي القھوة المشروبات الساخنة في الصباح. سنة 2008، كان المشروب الساخن الأول في الاختیار بین عملاء المتاجر الصغیرة، إذ حقق نحو 78% من المبیعات ضمن فئة المشروبات الساخنة الموزعة.